# Milunga
Milunga è una municipalità dell'Angola appartenente alla provincia di Uíge. Ha 83.445 abitanti (stima del 2006).
Il capoluogo è Milunga.